# وزارة علي جودت الأيوبي الأولى
وزارة علي جودت الأيوبي الأولى أو الوزارة الأيوبية الأولى هي الحكومة العراقية التاسعة عشر.
خلفت هذه الوزارة وزارة جميل المدفعي الثانية واستمرت للفترة من 27 آب 1934 إلى 23 شباط 1935. تشكلت بعدها وزارة جميل المدفعي الثالثة.

## التشكيلة الوزارية
تكونت الوزارة من الوزراء أدناه:
- رئيس مجلس الوزراء: علي جودت الأيوبي، وكذلك وزير الداخلية
- وزير الدفاع: جميل المدفعي
- وزير الخارجية: نوري السعيد
- وزير المالية: يوسف غنيمة
- وزير العدلية: جمال رشيد بابان
- وزير المعارف: عبد الحسين الجلبي
- وزير الاقتصاد والمواصلات: أرشد العمري